# Mireya González
Mireya González Álvarez (født d. 18. juli 1991 i León) er en spansk håndboldspiller som spiller for SCM Râmnicu Vâlcea i Rumænien og Spaniens håndboldlandshold.

## Meritter
- EHF Champions League:
  - Vinder: 2018